# Plinthocoelium columbinum
Plinthocoelium columbinum es una especie de escarabajo longicornio del género Plinthocoelium, tribu Callichromatini, orden Coleoptera. Fue descrita científicamente por Guérin-Méneville en 1838.
El período de vuelo ocurre durante los meses de marzo, abril, mayo, junio, julio y noviembre.

## Descripción
Mide 22-35,3 milímetros de longitud.

## Distribución
Se distribuye por Bahamas, Cuba, Haití, Jamaica y República Dominicana.